# Tiszolc
Tiszolc (szlovákul Tisovec, németül Theissholz, latinul Taxovia) város Szlovákiában, a Besztercebányai kerület Rimaszombati járásában.

## Fekvése
Rimaszombattól 35 km-re északra, a Rima forrásvidékén fekszik. A Garam völgye és Breznóbánya (29 km) felé a 725 méteres Zbojská-hágón keresztül a 72-es út és vasútvonal; Murányalja (11 km) felé pedig a Dielik-hágón (579 m) átvezető, Rimaszombat felől érkező 531-es országút teremt összeköttetést.
Északnyugatról Erdőköz, északkeletről Murányalja, keletről Ratkósebes, délkeletről Kopárhegy, délről Nyustya, délnyugatról pedig Klenóc községekkel határos. Északnyugati határa egyben a történelmi Gömör-Kishont és Zólyom vármegye határa. Legészakabbi pontját az 1438 méteres Fabova Hoľa alkotja, északkeletről a Murányi-fennsík, északnyugatról a Vepor-hegység határolja; délkeletre, Rimafűrész felett az 1121 méteres Tersztye (Trstie) magasodik.
Tiszolc területe 123,4262 km², mely két kataszteri területre oszlik:
- Tiszolc (Tisovec): 102,6988 km²
- Rimafűrész (Rimavská Píla): 20,7274 km²

Tiszolc a Rimaszombati járás legnagyobb területű önkormányzata és (a katonai körzeteket nem számítva) Szlovákia 9. legnagyobb területű községe.

## Nevének eredete
Nevét a vidék tiszafás erdeiről kapta.

## Története
A Várhegy tövében már a bronzkorban erődített település volt, a város feletti 893 m magas Várhegyen (Hradová) pedig földvár állt. Itt állnak ma is Tiszolc egykori várának csekély romjai. A várat valószínűleg a 13. század második felében építették a korábbi földvár helyén. 1334-ben a város és a vár tulajdonosa egyaránt László kalocsai érsek volt, később pedig Szécsi Tamás. A 15. század közepén Jan Giskra csapatai foglalták el, akiktől Mátyás király foglalta vissza. Mivel későbbi ura, Basó Mátyás rablóvárnak használta, Bebek Ferenc nemesi serege 1548-ban elfoglalta és lerombolta, de ekkor még felépült. A 16. század második felében a város és a vár török uralom alá került. Miután a törököket kiűzték a gömöri területekről, a tiszolci vár elvesztette stratégiai jelentőségét, új tulajdonosai többé nem törődtek vele. Utoljára Thököly Imre kuruc felkelése idején említik, akinek csapatai eljutottak a várig, de nem vették be. A 17. század végi kuruc harcokban a Murány ellen vonuló császáriak bevették és végképp lerombolták, azóta pusztul.
A település bányászfaluként keletkezett a 13. században, első írásos említése Károly Róbert király 1334-ben kiadott adománylevelében „Thyzolch" alakban történt. Ekkor a kalocsai érsekség birtokában állt. Tiszolc a 14–15. században még falu volt. A 15. században Ajnácskő uradalmához tartozott. A 16. századtól több nemes család, köztük a Losoczy és Guti Országh, majd a Kubinyi, Forgách és Nyáry család birtoka. 1594-ben kirabolta a török. 1596-ban vásártartási joggal rendelkező városként említik, de később szabadalmait elveszítette. 1596-ban 38 ház állt itt, közülük 3 zselléreké, lakói ekkor már főként mezőgazdaságból és kézművességből éltek. A 17–18. században papírmalom működött a területén. 1663-ban a Kubinyi család papírmalmot épített Tiszolcon. 1675-ben vámszedési jogot kapott. 1623-ban és 1710-ben pestis pusztította. 1678-ban I. Lipóttól mezővárosi és piactartási jogot kapott. Rákóczi idején itt működött az első felvidéki vas nagyolvasztó, itt gyártották a szabadságharc ágyúgolyóit. A vasércbányászat fellendülése jótékonyan hatott fejlődésére. 1765-ben Kramer Pál papírmalmot alapított itt. Fellendült a kézművesség is, szabók, kovácsok, molnárok, tímárok, csizmadiák céhei működtek. 1780-ban visszanyerte vásártartási jogát. 1783-ban nagyolvasztó épült, ahonnan az 1840-es évekig szállították a vasat egész Magyarország területére. A település a 18. században fokozatosan elszlovákosodott.
A 18. század végén Vályi András így ír róla: „TISZÓLCZ. Theisholz, Tiszovecz. Tót Mezőváros kis Hont Várm. földes Urai több Uraságok, lakosai evangelikusok, fekszik Brezno Bányához 4 mértföldnyire, Murány Lehota, és Hoszszúrét falukhoz is közel; határja tsupán kősziklás hegyekből áll, 3 nyomásbéli, szántóföldgyei meredek hegyeken vagynak, soványak, de trágyázás után középszerűek, rozsot, zabot, pohánkát teremnek; réttyei tsekélyek, legelője elég mindenféle marhájának; sajtal, túróval bővelkedik, erdeje meglehetős, méhek’ tartására pedig hasznos határja van; jelesebb hegyei: 1. Hradova, mellyen régenten Vár vala; 2. Mágnes, az itten találkozó mágnes kövekről híres, és nevezetes; 3. Streberna, itten hajdan ezüst bányák vóltak; 4. Hutta, itten értzet olvasztó műhelyek valának; 5. Sajba, nagyon magas, és meredek hegy, mellyen legjobb veres fenyő fák találtatnak. Ezekben a’ hegyekben származik Rima vizének harmadik ága, melly víz bővelkedik szép pisztrángokkal; lakosai deszkákkal, zsendelyekkel, és más fa készítményekkel kereskednek; a’ Város felől 1/2 fertály órányira fekszik a’ Besztertzei Camer. Administratzióhoz tartozandó Kir. Vas Maszsza, melly több olvasztó kementzékből, és kovátsoló hámorokból áll. E’ Maszsza körűl valami 60 emberek dolgoznak, kiken kivűl mások is sokan laknak, úgy hogy reá mennek 470 személyekre, a’ kik mind katolikusok; Templomjok is van, és tsupán mesterségjekből élnek."
1803-ban Tiszolcnak 2170 lakosa volt, közülük 1920 evangélikus és 250 katolikus. 1808-ban a vasmű körül kialakult Tiszolchámor település, melynek 1834-ben felépült temploma is. Hámor – mely kezdetben önálló falu volt – még a 19. század folyamán a városba olvadt. Nagyolvasztójában a 19. század derekán a legtöbb nyersvasat állították elő. Kohásziparát 1965-ben a Kassai Vasműbe költöztették át. 1828-ban Tiszolc 300 házában 3165 lakos élt, a városban élénk szlovák kulturális élet folyt. 1843-ban megalapították a város első könyvtárát.
Fényes Elek 1851-ben kiadott geográfiai szótárában így írja le: „Tiszolcz, Teisholz, Taxovia, vegyes tót-német bányaváros, Gömör és Kis-Hont egyesült vgyékben, Rimaszombathoz északra 4 mfdnyire: 946 kath., 2313 evang. lak. Kath. és evang. plebánia. Van itt egy régi ev. szentegyház, jó karban álló evang. oskola, királyi vashámor, papirosmalom, melly igen becses árukat készit; egynehány kalló, számos posztós és mesterember. Házai fából vannak; s a Rima két partján hosszan terjednek el. Határa hegyes, sovány, s csak rozsot zabot, árpát, burgonyát, borsót, mákot, kölest terem; juhot sokat táplál, s az ide való sajt és túró vetélkedik a hires liptóival és breznóbányaival; szénát a távollevő hegyeken nagy fáradsággal gyüjt: végre ásatik itt vas, mágnesvaskő, granit, mészkovacs (Kalkspath), márvány. – Hajdani vára, melly a város felett a Hradova hegyén állott, most omladékokban hever. Jó savanyúvize is van."
1877-ben dalárda, 1878-ban olvasókör, 1881-ben tűzoltóegylet alakult. 1874-ben új nagyolvasztó kezdte meg működését.
Borovszky monográfiasorozatának Gömör-Kishont vármegyét tárgyaló része szerint: „Tiszolcz, rimavölgyi nagyközség, 789 házzal és 3959 lakossal, a kik közül 678 magyar, 3203 tót, 1302 róm. katholikus és 2468 evangélikus. E község 1334-ben a kalocsai érsek birtoka, majd Szécsényi Tamás, aradi, barsi és szerémi főispán bírja, 1438-ban mint Ajnácskővár tartozéka említtetik, jóllehet onnan nagyon távol esik. 1526 előtt még tényleg Feledi Istók volt a földesura, a 16. században pedig a Hradova hegyen fekvő várat Basó Mátyás tartotta megszállva. A várat a 17. század vége felé a császári hadak bevették és lerombolták. 1596-ban mint város szerepel, de azután megfosztották szabadalmaitól és csak 1780-ban nyerte vissza vásártartási jogát. 1594-ben a törökök megrohanták a várost és György lelkészt túszul magukkal hurczolták. Idővel a gróf Forgách család, majd a báró Prónay, a Kubinyi és a Daxner család lett itt birtokos, most pedig a m. kir. erdőkincstárnak, a rimamurány-salgótarjáni vasmű r.-t.-nak, Basilides Jánosnak, dr. Daxner Samunak és Daxner Istvánnak van itt nagyobb birtoka. 1623-ban a pestis dühöngött a város falai között. 1687-ben sáskajárás, 1710-ben ismét pestis. 1765-ben Kromer Pál papirmalmot épít a városban, 1792-ben épült a paplak és az iskola, 1797-ben a városháza, melyben a hradovai várból való pánczélt és buzogányt őriznek. Ez időben már a tiszolczi hámor is fennállott. 1800-ban új papirgyárat építenek. Ez időben sok kalló volt itt és a posztóipar jelentékenynyé vált. Volt itt csizmadia-, posztós-, szűrszabó-, kovács-, lakatos-, kerékgyártó-, asztalos-, szabó-, szűcs-, kádár-, ács-, molnár- és timár-czéh. A tiszolczi sajt is messze földön híres volt. Tiszolcz a hagyomány szerint onnan vette a nevét, mert erdeiben nagyon sok volt a tiszafa, és német neve, melyből a magyar név alakult, a legrégibb időktől fogva Theisholz volt. Van itt vasérczbánya, vasgyár, papírgyár, nagyszabású mészégető körkemencze, mészkő-malom, gyapjúrongy-tépőgyár és sajtgyár, továbbá takarékpénztár, magyar kaszinó, tót olvasókör és vasgyári hivatal. A község határában savanyúvízforrás van. A hívők ájtatosságának kielégítésére két templom szolgál. A róm. kath. templom 1845-ben épült, az evangélikus 1825 és 1832 között. Az ág. h. ev. egyház érdekes és értékes régi kelyhet őriz, mely 1413-ból való. A községhez tartoznak Hámanecz és Poddjel telepek és itt van a híres tiszolczi fogaskerekű vasút kiinduló pontja. Erről különben más helyen szólunk. A községben van posta, távíró és vasúti állomás."
A 20. század elejére jelentős ipari központ lett számos gyárral, üzemmel. A trianoni diktátumig Gömör-Kishont vármegye Rimaszombati járásához tartozott. 1919. június 7-én a magyar Tanácsköztársaság hadserege visszafoglalta Csehszlovákiától.
Az első bécsi döntés nem érintette. A szlovák nemzeti felkelés idején harcok színtere volt. A németek 15 cigány származású helyi lakost végeztek ki, további 68-at pedig – főként nőket és gyerekeket – deportáltak. Közülük a legtöbben elpusztultak. 1944. október 1-től a városban katonai kórház működött, ahol mintegy 700 sebesültet ápoltak. A várost 1945. január 30-án foglalták el az ukrán és román csapatok. A háború után megszűnt az itt működő fűrészüzem, 1964-ben pedig a nagyolvasztó is. A város lakossága a hetvenes évektől az ezredfordulóig kétharmadára csökkent. 1978-ban Rimafűrész (Rimavská Píla) községet Tiszolchoz csatolták.

## Népessége
| Év:            | 1994. | 2004.   | 2014.   | 2024.    |
| -------------- | ----- | ------- | ------- | -------- |
| Emberek száma: | 4280  | 4116    | 4223    | 3587     |
| Eltérés:       |       | -3,83 % | +2,59 % | -15,06 % |

| Év:            | 2023. | 2024.   |
| -------------- | ----- | ------- |
| Emberek száma: | 3632  | 3587    |
| Eltérés:       |       | -1,23 % |

1910-ben 3860-an lakták, ebből 3245 szlovák és 515 magyar.
1921-ben 3802 lakosa volt, ebből 3670 szlovák nemzetiségű, 1467 római katolikus, 2208 pedig evangélikus vallású.
2011-ben 4306 lakosából 3444 szlovák, 135 roma, 18 cseh és 11 magyar.

## Híres emberek
- Itt született 1947-ben Marián Lapšanský zongoraművész.
- Itt született 1794-ben Kanya Pál ágostai evangélikus gimnáziumi tanár.
- Itt született 1801-ben Dianiska Dániel evangélikus lelkész, költő.
- Itt született 1814-ben Schulek Ágoston kereskedő, akadémiai tanár
- Itt született 1820-ban Dianiska Gáspár evangélikus lelkész, tanár.
- Itt született 1822-ben Štefan Marko Daxner szlovák író, itt is van eltemetve.
- Itt született 1902-ben Vlado Clementis szlovák politikus, újságíró. A városban emlékszobája van.
- Itt végezte iskolai tanulmányait Skultéty Ágoston szlovák író, pedagógus, akinek nevét a település könyvtára is őrzi.
- Itt élt és alkotott Jaroslav Augusta szlovák festőművész.

## Nevezetességei

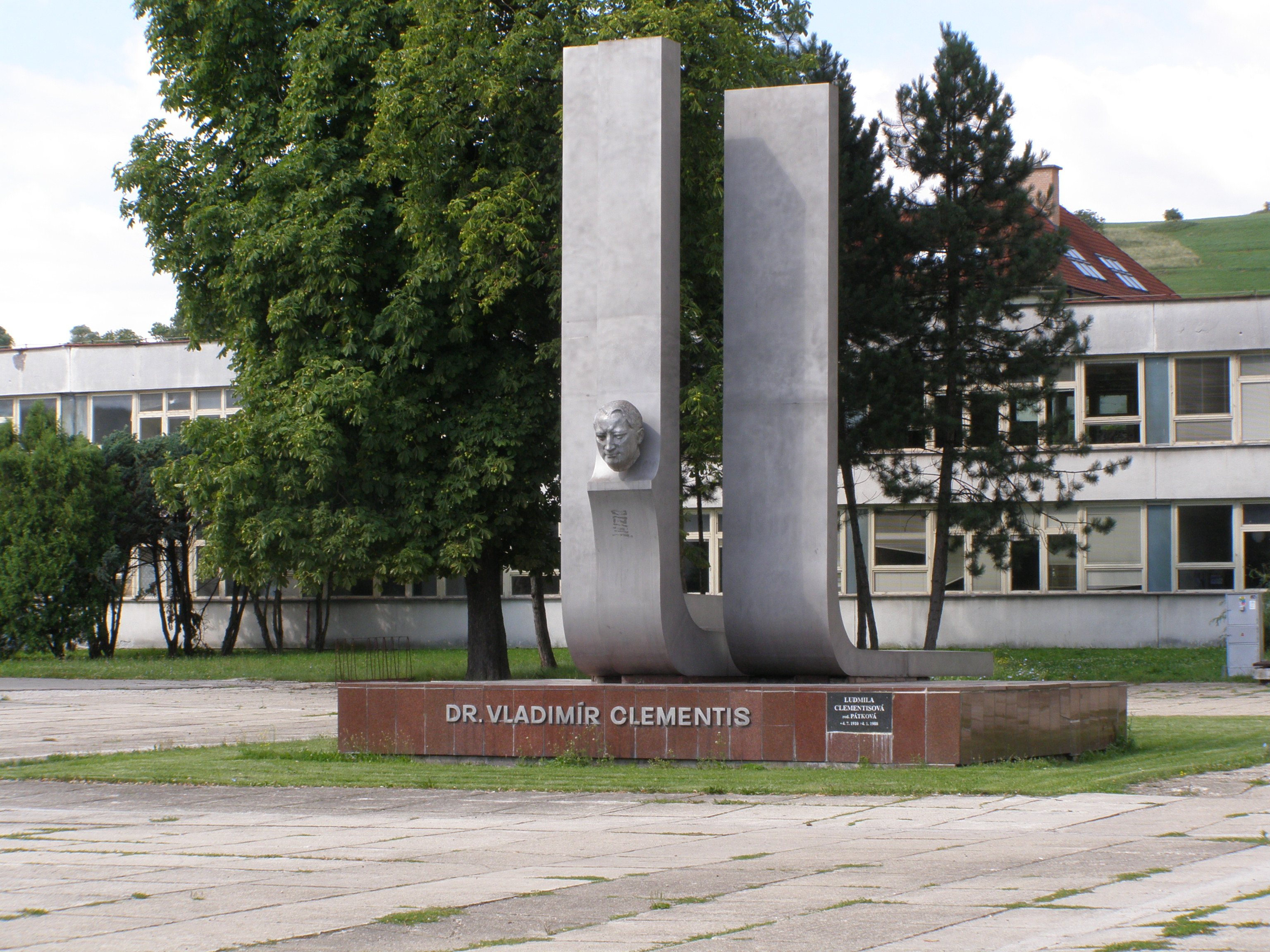

- Tiszolc 13. századi várának romjai.
- Evangélikus temploma 1825 és 1832 között épült klasszicista stílusban. A templomnak 1413-ban készített gótikus kelyhe van, oltárát, szószékét és keresztelő medencéjét Ferenczy István készítette.
- A Nagyboldogasszony tiszteletére szentelt, római katolikus temploma 1845-ben készült késő klasszicista stílusban.
- A római katolikus plébánia 1774-ben épült barokk stílusban.
- A régi városháza 1797-ben épült, 1845-ben átépítették.
- A város keleti részén cserviceforrás és fürdő található.

## Testvérvárosok
- Putnok, Magyarország
- Nowy Żmigród, Lengyelország